# Ligne de Bordeaux-Saint-Jean à Irun
La ligne de Bordeaux-Saint-Jean à Irun est une ligne du réseau ferroviaire français de la région Nouvelle-Aquitaine à écartement standard, électrifiée et à double voie. Elle relie la ville de Bordeaux à Irun, ville frontalière espagnole, au pays basque.
Ouverte de 1854 à 1864 par la Compagnie des chemins de fer du Midi et du Canal latéral à la Garonne, avec réemploi d'un tronçon de la ligne de Bordeaux à La Teste ouvert dès 1841, elle constitue une des grandes radiales française dans le prolongement de la ligne de Paris-Austerlitz à Bordeaux-Saint-Jean. Longtemps parcourue par de grands trains internationaux desservant la péninsule ibérique comme le « Sud-Express » ou « El Puerta del Sol », son trafic est au XXIe siècle essentiellement constitué du TGV et de desserte locale par le TER Nouvelle-Aquitaine.
Elle constitue la ligne 655 000 du réseau ferré national.

## Histoire

### Chronologie
- 7 juillet 1841 : ouverture de la ligne de Bordeaux à La Teste[2],
- 12 novembre 1854 : inauguration du tronçon de Lamothe à Dax[3],
- 25 mars 1855 : ouverture du tronçon de Dax à Bayonne[4],
- 21 avril 1864 : ouverture de la ligne entre Bayonne et Irun[5],
- 1926-1929 : mise en service de l'électrification en 1 500 V continu.

### Un maillon de l'axe Paris-Madrid
La mise en concession d'un chemin de fer de Bordeaux à la Teste est autorisée par une loi le 17 juillet 1837. La concession est attribuée le 26 octobre 1837, et l'exploitation par la Compagnie du chemin de fer de Bordeaux à La Teste débute le 7 juillet 1841.
La loi du 11 juin 1842 déclare d'utilité publique la réalisation d'une ligne de Paris […] sur la frontière d'Espagne, par Tours, Poitiers, Angoulême, Bordeaux et Bayonne.
Si la ligne de Paris à Bordeaux est considérée comme essentielle, son prolongement jusqu'à la frontière espagnole est très vite considéré comme important, d'autant plus que le gouvernement espagnol a décidé la construction d'un chemin de fer reliant Madrid au Pays basque. Quatre tracés sont mis à l'étude : deux passant par la vallée de la Garonne jusqu'à hauteur de Langon, pour ensuite bifurquer vers le sud en direction de Bazas ou de Villandraut, puis Mont-de-Marsan, Dax et Bayonne ; et deux autres traversant les Landes, l'un à l'ouest par Lamothe et Labouheyre, l'autre à l'est par Sabres. C'est finalement le tracé par Lamothe qui est choisi, celui-ci desservant mieux le centre des Landes et pouvant s'établir en partie sur le chemin de fer existant de Bordeaux à La Teste jusqu'à Labouheyre. De plus son profil serait facile, s'affranchissant de la plupart des vallées.
La ligne de Bordeaux à Bayonne est concédée à Messieurs Ernest André et Cie par décret le 24 août 1852. Cette concession donne naissance à la Compagnie des chemins de fer du Midi et du Canal latéral à la Garonne. Le 1er septembre 1853, à la suite de très importantes difficultés financières, la Compagnie du chemin de fer de Bordeaux à La Teste est reprise par la Compagnie des chemins de fer du Midi et du Canal latéral à la Garonne. 
Le tronçon entre Bordeaux et Lamothe du chemin de fer de La Teste est intégré à la ligne en direction de Bayonne, imposant une remise à niveau et la création de raccordements à Bordeaux entre les deux gares tête de ligne. Les travaux débutent rapidement, sont réalisés sans problèmes majeurs hormis des difficultés d'approvisionnement en matériaux de construction entre Dax et Bayonne, et la ligne est mise en service jusqu'à Bayonne en deux étapes. Le premier tronçon, long de 105 kilomètres, de Lamothe à Dax, est ouvert à la circulation en septembre 1854, les gares n'étant pas toutes achevées. La mise en service officielle se déroule le 12 novembre 1854. Le 25 mars 1855, l'ouverture de la seconde section de 50 kilomètres permet d'atteindre Bayonne.
Toutefois, il manque encore un maillon d'une quarantaine de kilomètres pour rejoindre la frontière espagnole, comme le prévoit la loi de 1842, mais la Compagnie du Midi ne montre aucun empressement à le réaliser, compte tenu de la faible population de la région qui ne laisse présager qu'une faible rentabilité. Par ailleurs, il reste à déterminer le point à relier sur la frontière, en accord avec l'Espagne. La décision espagnole de réaliser une jonction sur le littoral, et le choix du gouvernement, sur pression de Napoléon III qui affectionne Biarritz, poussent à choisir le tracé côtier.
La section de ligne entre Bayonne et la frontière espagnole, longue de trente-cinq kilomètres, est concédée à la Compagnie des chemins de fer du Midi et du Canal latéral à la Garonne par une convention signée entre le ministre de l'Agriculture, du Commerce et des Travaux publics et la compagnie le 28 décembre 1858. Cette convention est homologuée par décret impérial le 11 juin 1859. De son côté, la Compagnie se décide à avancer, sous la menace d'une concurrence du Grand Central du duc de Morny, prêt à se voir concéder la ligne.
Contrairement au tronçon landais, les travaux, engagés en 1862, présentent ici de grandes difficultés dues à la géographie du Pays basque. Le tracé présente de nombreux déblais et remblais ainsi que plusieurs ouvrages d'art importants. Le 21 avril 1864 la ligne entre Bayonne et Irun est mis en service. Afin d'améliorer la jonction avec la ligne espagnole, qui vient d'être réalisée, il existe deux voies distinctes entre Hendaye et Irun en raison de la différence d'écartement des rails dans les deux pays : la première à écartement standard utilisée par les trains français faisant leur terminus à Irun, et une à écartement large permettant aux trains espagnols d'arriver à Hendaye. Chaque train repartant à vide vers son pays d'origine. Dorénavant, Paris et Madrid, deux capitales distantes de 1 450 kilomètres, sont reliées par le chemin de fer.
Avant la Première Guerre mondiale, afin d'améliorer la sécurité et d'augmenter le débit, la ligne a été équipée du block automatique Banjo entre Bordeaux et Lamothe et du block automatique Paul et Ducousso de Lamothe à Dax. Entre Le Boucau et la bifurcation de Mousserolles (Bayonne) a été installé le block manuel de double voie Regnault, le reste de la ligne étant sous cantonnement téléphonique.
Entre 1926 et 1929, la ligne est électrifiée par caténaire en courant continu 1 500 volts : entre Dax et Hendaye en 1926, entre Bordeaux et Dax en 1927, puis jusqu'à Irun en 1929, formant à partir de 1938 le plus long axe électrifié de France, de Paris à l'Espagne, sur 854 kilomètres. Vers 1937, le block Banjo frappé d'obsolescence est remplacé par du block automatique lumineux entre Bordeaux et Lamothe.
Le block manuel unifié de double voie équipe en 1964 le tronçon entre Bayonne et Hendaye. Le block Paul et Ducousso a été déposé progressivement entre Lamothe et Dax de 1979 à 1984. Le block automatique lumineux a été installé en 1986-1987 entre Bayonne et Hendaye en replacement du block manuel.
Du fait de ses caractéristiques physiques, la ligne est propice aux essais de vitesse. Elle a été le témoin de records de vitesse sur rail, notamment les 28 et 29 mars 1955 avec une pointe à 331 km/h, puis elle a été le lieu des essais du prototype TGV 001 avec des pointes jusqu'à 318 km/h.

## Infrastructure

### Tracé
La ligne quitte Bordeaux en direction du sud-ouest et se dirige vers le bassin d'Arcachon, avec un tracé particulièrement rectiligne d'une quarantaine de kilomètres. Mais avant de l'atteindre, elle oblique brusquement à Lamothe en direction du sud par une courbe de 900 mètres de rayon, la ligne de Lamothe à Arcachon s'en détachant alors pour desservir la station balnéaire, et s'éloigne sensiblement du littoral à travers la forêt des Landes. Après un nouvel alignement d'une soixantaine de kilomètres, à peine rompu par une courbe de 3 000 mètres de rayon à Labouheyre, elle dessert alors Dax avant de se réorienter de nouveau vers l'océan vers l'ouest en suivant le cours de l'Adour. La ligne s'approche alors franchement du littoral et se réoriente en direction du sud après avoir desservi Bayonne. Elle suit alors la côte du golfe de Gascogne jusqu'à Hendaye, puis atteint son terminus espagnol, Irun, après avoir franchi la Bidassoa, fleuve formant la frontière avec la France.
C'est une ligne dotée d'un excellent profil jusqu'à Bayonne, et dont les déclivités ne dépassent pas 6 ‰. Au-delà de cette gare, le tracé devient sinueux avec des déclivités qui atteignent 12 ‰. Elle dispose de la plus longue section en alignement du réseau ferré français, soit 45,170 km, entre les PK 43,740 vers Le Teich et 88,910 vers Labouheyre.

### Équipement
La ligne a été électrifiée en courant continu 1,5 kV de Dax à Hendaye en 1926 et de Bordeaux à Dax en juin 1927. Elle était équipée à l'origine par une caténaire non compensée de type Midi, incompatible avec les vitesses élevées et de section trop faible. Cette dernière a laissé la place à une caténaire polygonale standard sur la majorité du parcours.
Entre Hendaye et Irun, la voie à écartement ibérique (1 668 mm) est équipée d'une caténaire alimentée en 3 000 volts continu ce qui permet aux trains en traction électrique en provenance de l'Espagne de rejoindre la gare d'Hendaye. La ligne est également équipée du KVB (contrôle de vitesses par balises).

### Vitesses limites
Vitesses limites de la ligne en 2011 pour les TGV en sens impair (certaines catégories de trains, comme les automotrices de banlieue ou les trains de marchandises, possèdent généralement des limites plus faibles) :
| De (PK)                             | À (PK)                              | Limite (km/h) |
| ----------------------------------- | ----------------------------------- | ------------- |
| Bordeaux (PK 0,0)                   | Dax (PK 147,5)                      | 160           |
| Dax (PK 147,5)                      | Saint-Vincent-de-Tyrosse (PK 171,9) | 130           |
| Saint-Vincent-de-Tyrosse (PK 171,9) | Le Boucau (PK 193,8)                | 140           |
| Le Boucau (PK 193,8)                | Bayonne (PK 197,6)                  | 110           |
| Bayonne (PK 197,6)                  | Les Deux Jumeaux (PK 230,2)         | 100           |
| Les Deux Jumeaux (PK 230,2)         | Hendaye (PK 232,8)                  | 90            |
| Hendaye (PK 232,8)                  | Irun (PK 235,1)                     | 30            |

## Trafic
La ligne, dès son ouverture, a vu circuler des trains prestigieux comme le « Sud-Express » ou « La Puerta del Sol », reliant Paris à la péninsule ibérique. Avec la mise en service de la LGV Atlantique en 1990, le TGV permet de gagner environ une heure entre la capitale et les villes du Sud-Ouest, soit un temps de parcours de 4 h 07 entre Paris et Dax, 4 h 36 pour relier Bayonne et 5 h 04 pour Hendaye. En 2017, avec la mise en service de la LGV Sud Europe Atlantique, les temps de parcours sont à nouveau réduits, soit un temps de parcours de 3 h 23 entre Paris et Dax, 3 h 56 pour relier Bayonne et 4 h 40 pour Hendaye
Le tronçon de Bayonne à Hendaye verrait passer en moyenne 45 trains de voyageurs par jour dans les deux sens : 27 TER et Intercités et 18 trains de grande ligne. À cela s'ajoute une vingtaine de trains de marchandises par jour dans les deux sens.

## Futur
Un projet de ligne à grande vitesse qui relierait avant tout Bordeaux à Dax est en cours, la ligne pourrait voir le jour d’ici 2034, puis de Dax vers l’Espagne à l’horizon 2040. Ce projet renforcerait par la même occasion la liaison Madrid/Espagne - Paris/France.